# 芳斉

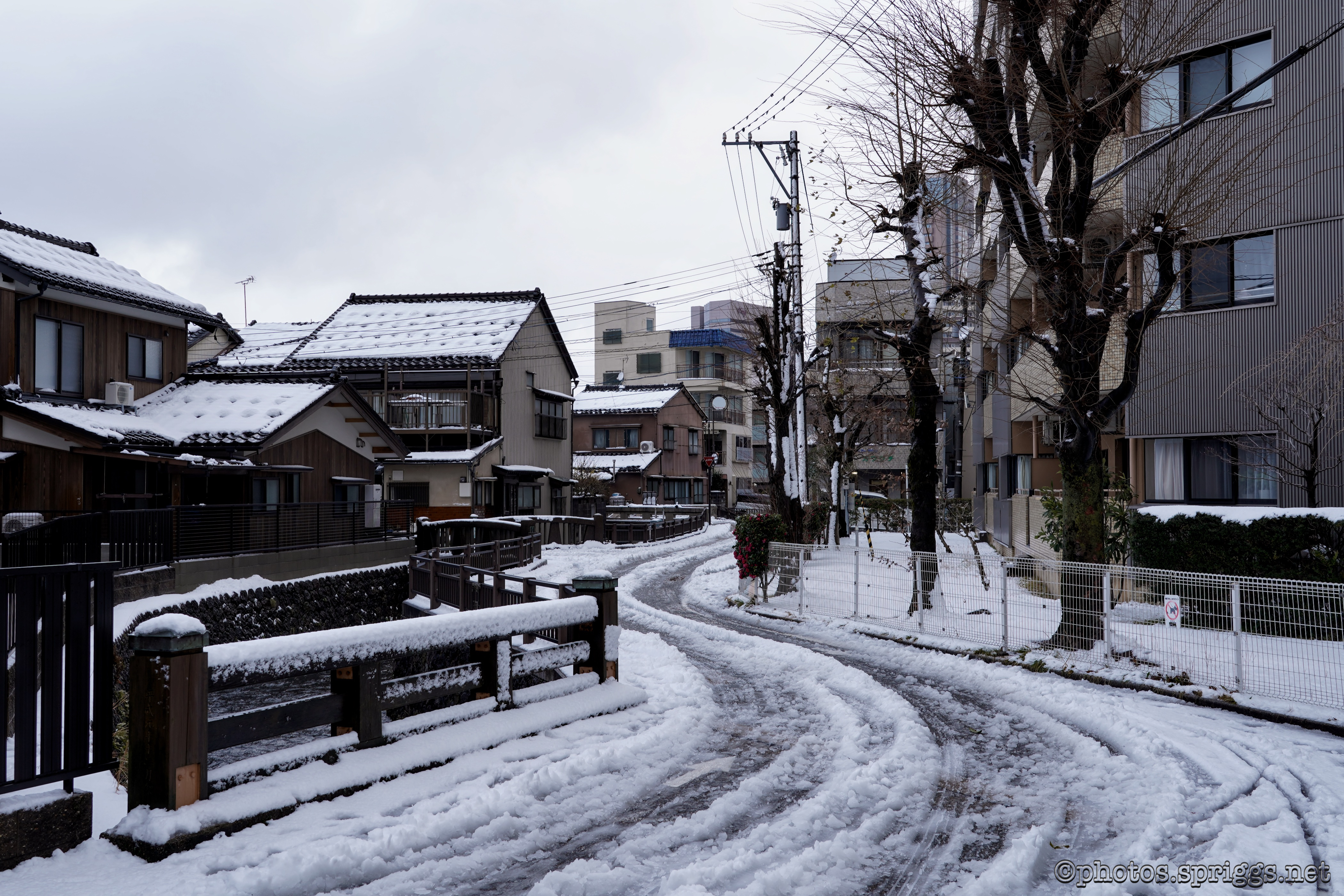
鞍月用水に架かる宗構橋（むねかまえばし）から北方向を見る（芳斉1丁目）

芳斉（ほうさい）は、石川県金沢市の町名。1丁目～2丁目。

## 地理
- 南町、玉川町、六枚町の中間に位置している。

## 歴史
- 芳斉の歴史は江戸時代後期に遡る。

## 小・中学校の学区
市立小・中学校に通う場合、学区は以下のとおりとなる。
| 丁目      | 小学校             | 中学校             |
| --------- | ------------------ | ------------------ |
| 芳斉1丁目 | 金沢市立中央小学校 | 金沢市立長町中学校 |
| 芳斉2丁目 | 金沢市立中央小学校 | 金沢市立長町中学校 |

## 交通

### 鉄道
町内に鉄道駅はない。

### バス
- 金沢ふらっとバス長町ルート　芳斉１丁目、女性センター、玉川公園バス停

### 道路
- 石川県道13号金沢停車場線